# Молочний Камінь
Моло́чний Ка́мінь — карстова печера в Українських Карпатах; геологічна пам'ятка природи місцевого значення. Розташована в Тячівському районі Закарпатської області, на північ від села Велика Уголька, в межах Угольсько-Широколужанського заповідного масиву.
Утворилася в однойменній вапняковій скелі. Насичений вапняковий розчин, що просочується з тріщин скелі, має білуватий колір і нагадує молоко, звідси й назва скелі та печери.
Вхідний отвір широкий і прямокутний, розміром 10 на 2,5 м, розташований з південного боку скелі при її підніжжі. Завдяки цьому печера зсередини освітлена розсіяним денним світлом. Печера двоярусна, з двома ходами, що розходяться від входу. Короткий західний хід — глухий кут, а східний переходить у доволі просторий зал розміром 10 на 15 м і заввишки до 15 м. Він з'єднаний вузьким коротким ходом ще з одним невеликим залом, долівкою якого сезонно тече невеликий струмок. На висоті 10 метрів над першим залом розташований другий поверх печери, що веде вглиб масиву і закінчуються залом 5 на 10 м. Загальна довжина печери — 92 м, об'єм — 63 м3. У печері є кальцитові напливні форми — сталактити (розміщені навпроти входу), які нагадують гігантські органні труби.
У Молочному Камені виявлена стоянка давніх печерних людей, що заселяли територію Карпат за часу пізнього палеоліту. Під час археологічних розкопок у другій половині XX сторіччя було знайдено багато предметів побуту давніх мешканців печери. Знахідки експонуються в Закарпатському краєзнавчому музеї (Ужгород) та Музеї екології гір та історії природокористування в Українських Карпатах (Карпатський біосферний заповідник).
Печера Молочний Камінь легкодоступна. І хоча вона розташована на природоохоронній території — в Угольсько-Широколужанському заповідному масиві — її стіни і сталактити понівечені туристами, стеля обкурена вогнищами.
Входить до складу Карпатського біосферного заповідника.

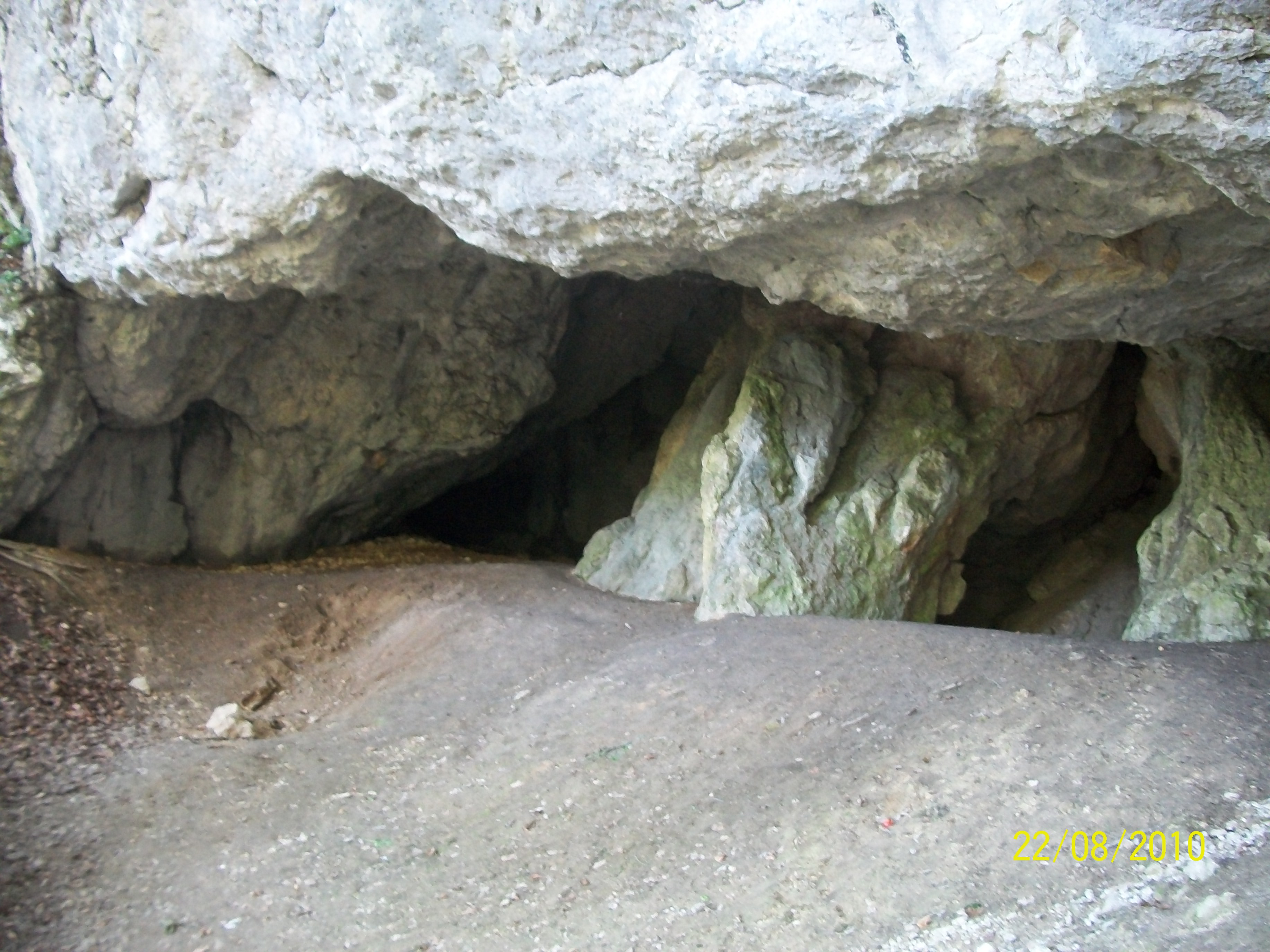
border
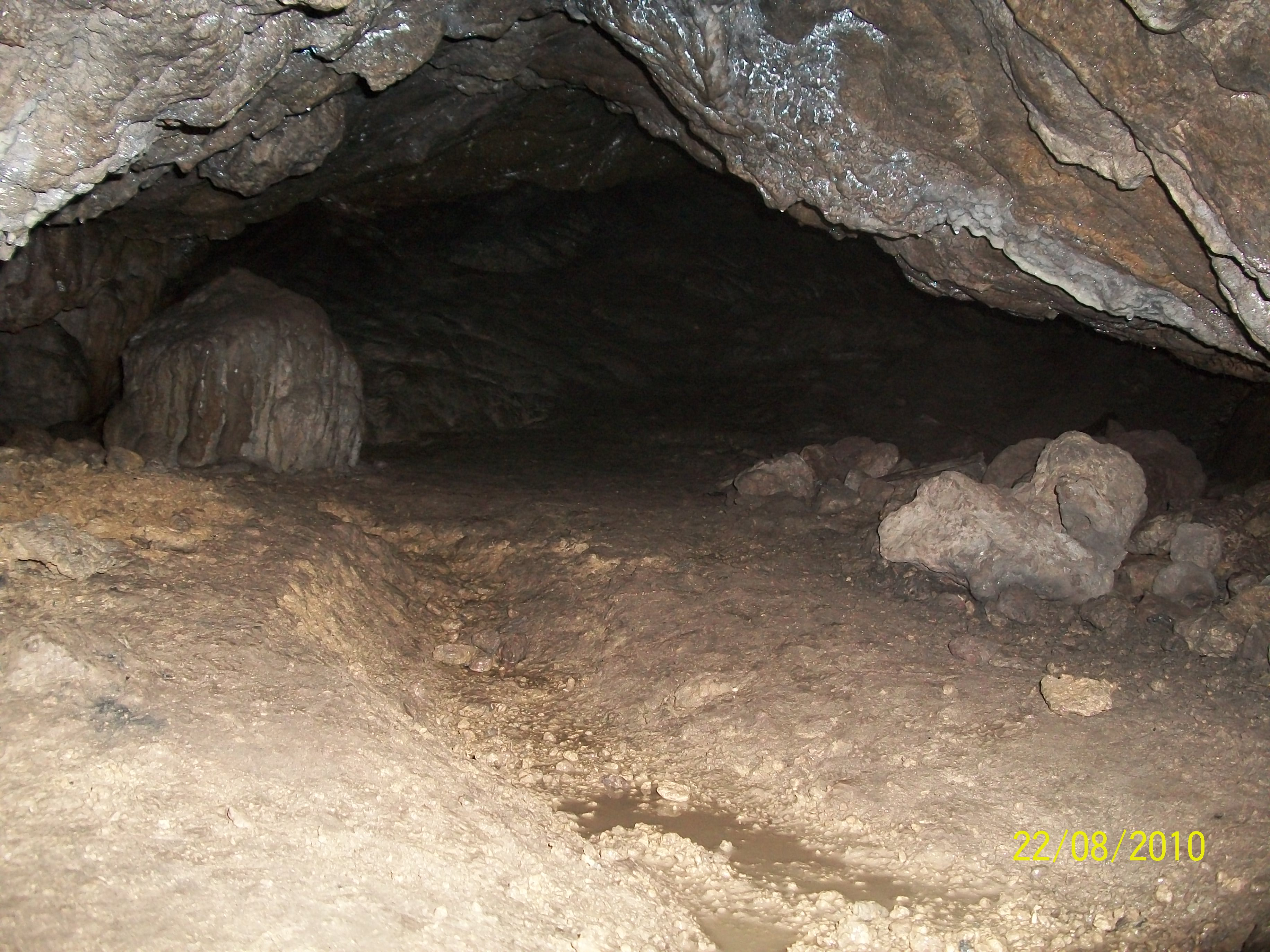
Струмок у печері
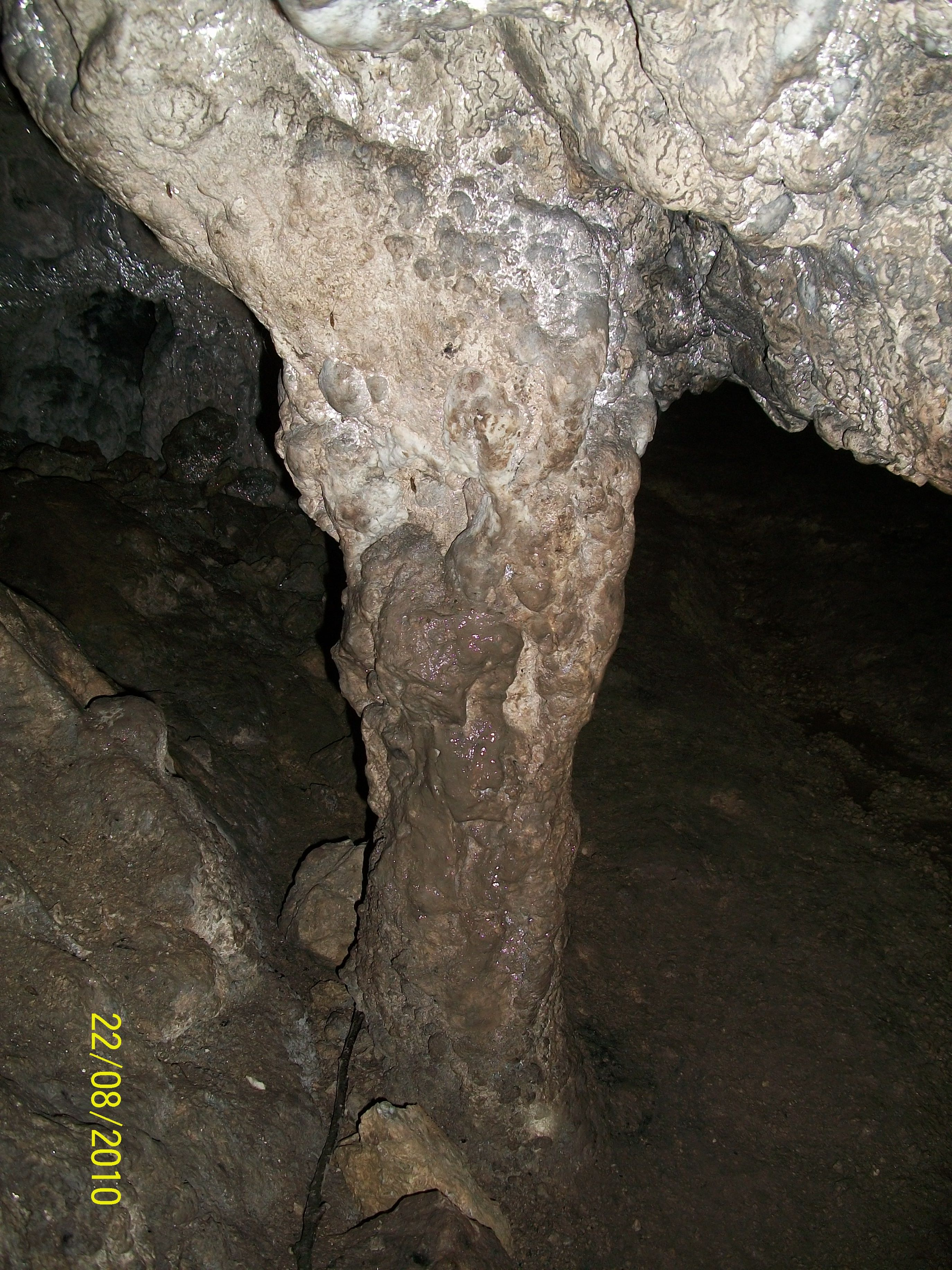
border
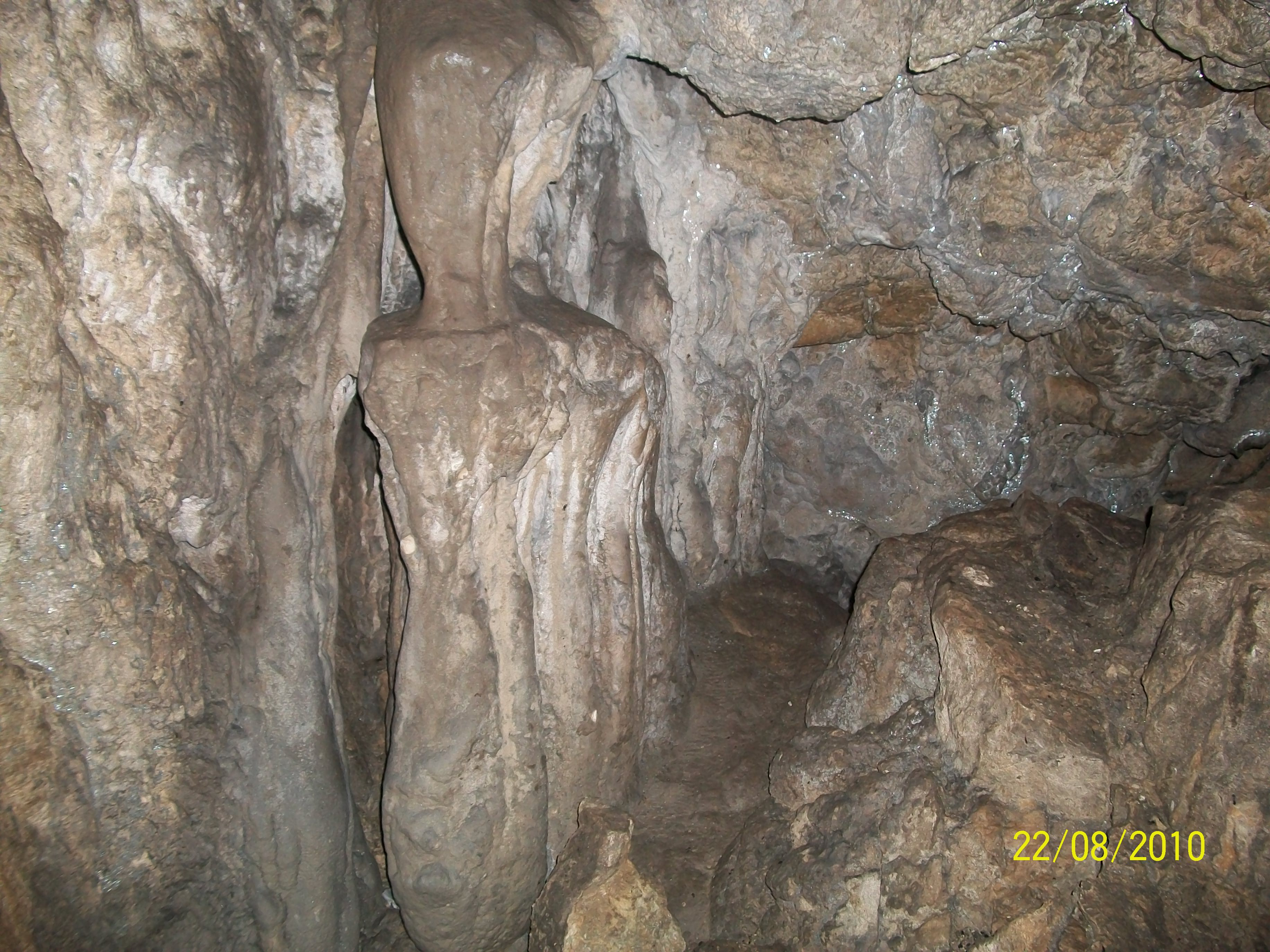
Натічні форми
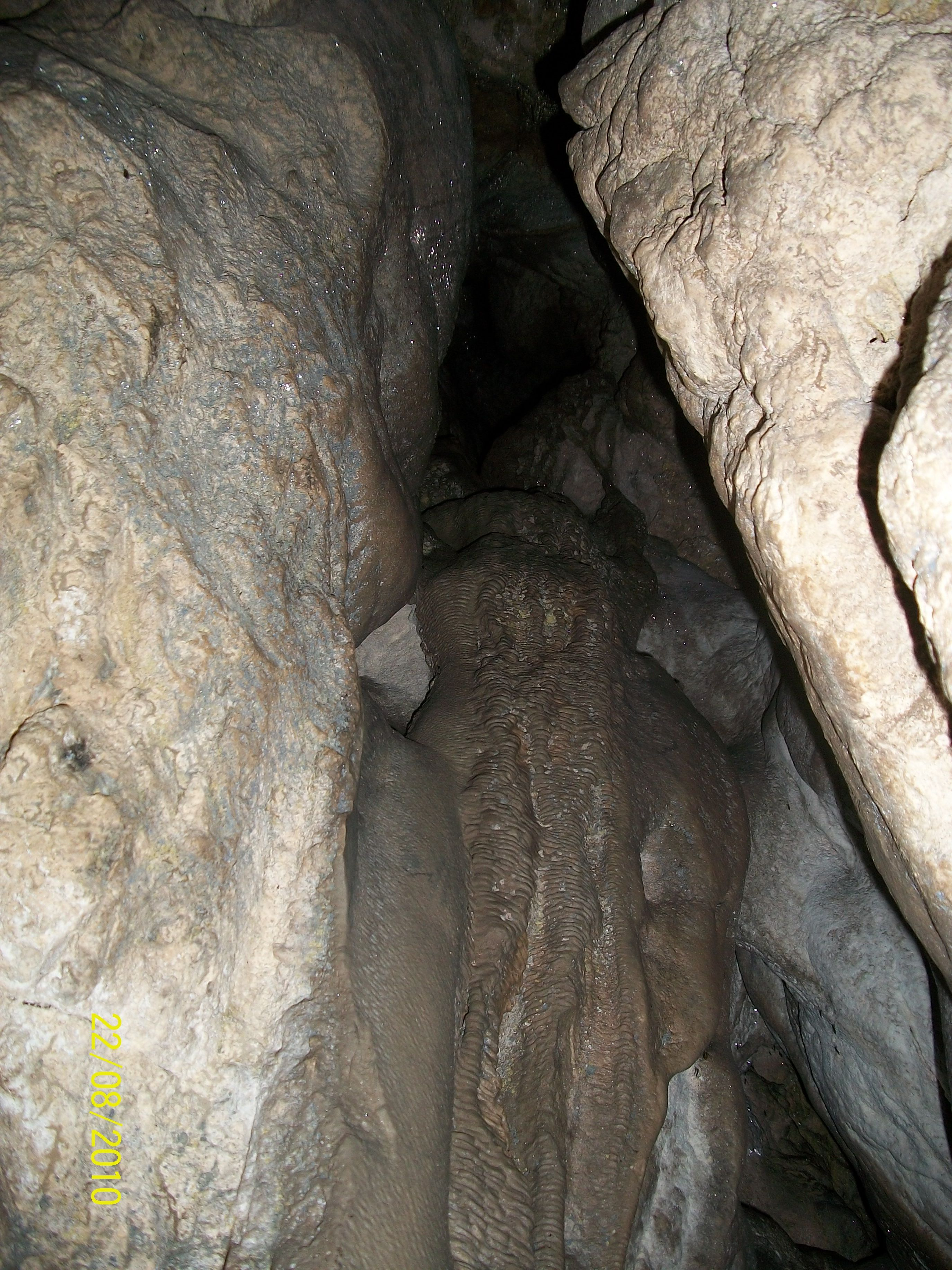
border
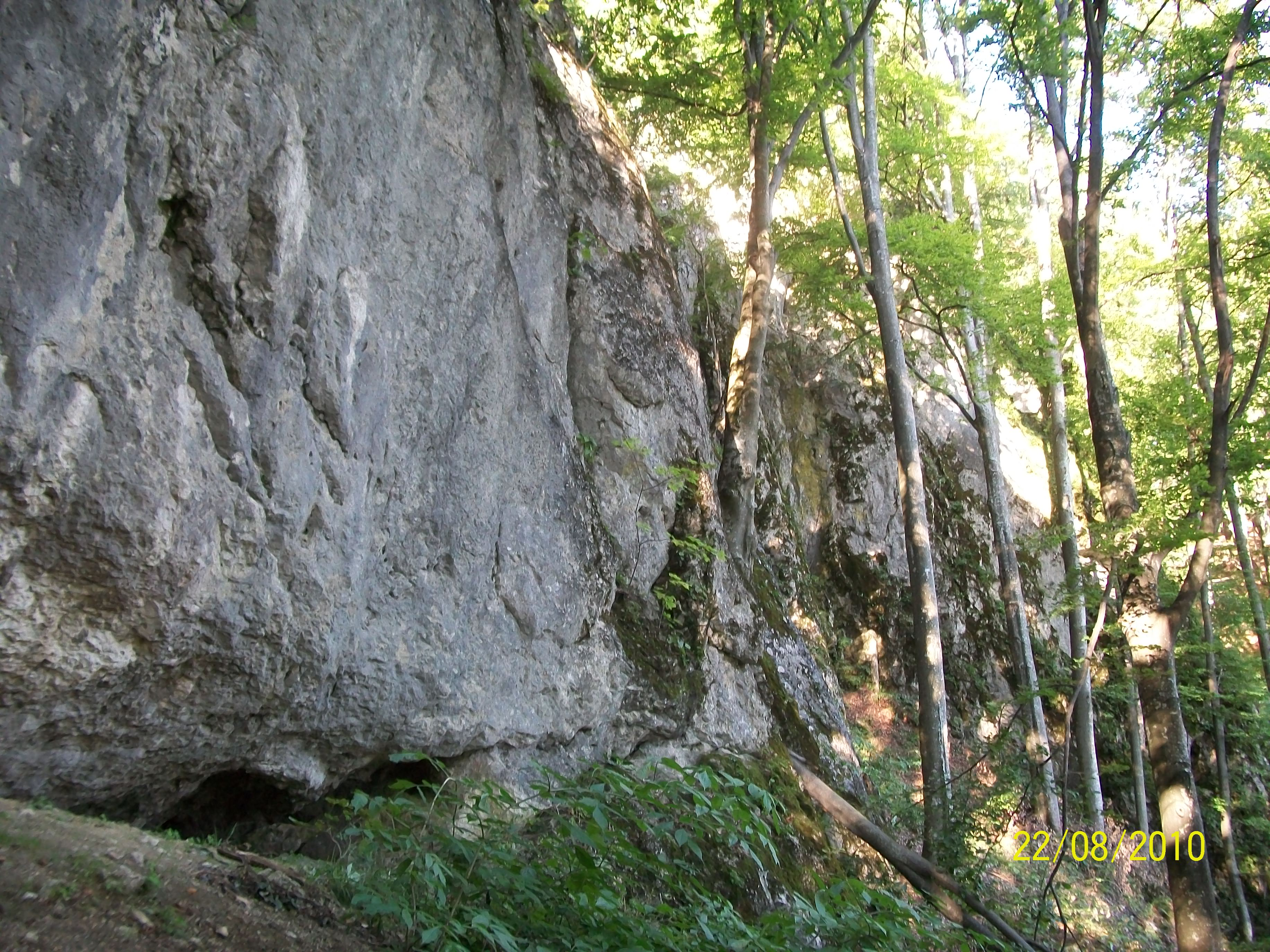
Скельний масив «Молочний Камінь»